# Sharon, Oklahoma
Sharon är en kommun (town) i Woodward County i Oklahoma. Vid 2010 års folkräkning hade Sharon 135 invånare.